# Конституційна партія
Кенсейто (яп. 憲政党) або «Конституційна партія» — японська політична партія що діяла в Японській імперії з червня 1898 по 13 вересня 1900 року, в періоду Мейдзі.

## Історія
«Конституційна партія» було засновано в червні 1898 року в результаті злиття японської «Прогресивної партії» на чолі якої стояв японський політик Окума Сіґенобу та японської «Ліберальної партії» на чолі якої стояв японський політик Ітаґакі Тайсуке. Очолив новостворену японську «Конституційну партію» Окума Сіґенобу як президентом партії. Політичне об'єднання двох партій та створення «Конституційної партії» дало новоствореній партії переважну більшість у нижній палаті парламенту Японської імперії. Обидві партії отримали 208 місць на виборах у березні 1898 року. Після краху тодішньої японської адміністрації, Іто Окума став новим прем'єр-міністром Японської імперії, попри на занепокоєння японського політика Ямаґата Арітомо та інших членів японської олігархії відомої як «ханські фракції» та неконституційного органу державної влади «генро», що це призведе до розмивання їх повноважень. Однією з перших дій Окума Сіґенобу на посаді прем'єр-міністра Японської імперії було ухвалення вкрай необхідного закону про скорочення державного бюджету, скорочення кількості бюрократів у державному фонді оплати праці. Проте він не зміг скоротити витрати на програму військової експансії після Першої китайсько-японської війни, яку він успадкував від попередньої японської адміністрації Іто.
Під час загальних виборів в Японській імперії у серпні 1898 року «Конституційна партія» здобула 260 з 300 місць в парламенті Японської імперії. Проте партія невдовзі розпалася. Члени колишнього партійного осередку Дзіюто вважали, що Окума Сіґенобу не розподілив місця в кабінеті міністрів Японської імперії у справедливій пропорції до їхньої партії, і разом з Ямаґата Арітомо та іншими консервативними елементами в парламенті японської імперії вони критикували міністра освіти Одзакі Юкіо за промову, яка, на їхню думку, пропагувала республіканізм. Після відставки Одзакі Юкіо колишня фракція Дзіюто продовжувала атакувати уряд, доки кабінет міністрів Японської імперії очолюваний Окума Сіґенобу не розпався.
Колишня фракція Дзіюто реорганізувалася в «Нове Кенсейто» у листопаді 1898 року з Ітаґакі Тайсуке як її президентом, тоді як колишні члени «Прогресивної партії» сформували «Автентична конституційна партія». Реформована партія об'єдналася з новим урядом Японської імперії на чолі з Ямагатою та наполягала на реформі земельного податку та розширенні виборчого права серед підданих Японської імперії. «Нове Кенсейто» приєднався до однієї з двох панівних японських партій, а саме «Асоціація друзів конституційного правління» Іто Хіробумі в 1900 році.

## Результати виборів
| Вибори            | Лідер          | Місця     | Статус   |
| ----------------- | -------------- | --------- | -------- |
| Серпень 1898 року | Окума Сігенобу | 244 / 300 | Правляча |